# 紐新港務局過哈德遜河捷運

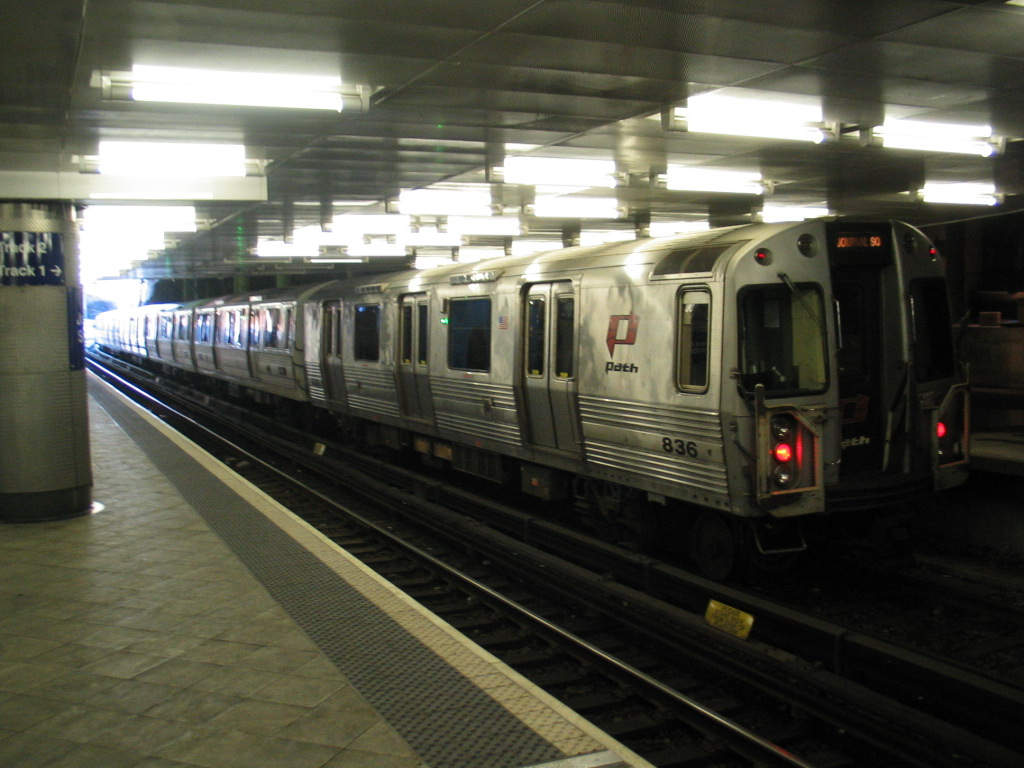
紐新港務局過哈德遜河捷運

紐新港務局過哈德遜河捷運（英語：Port Authority Trans-Hudson，簡稱PATH或紐新捷運）是連結美國紐約都會區的曼哈頓、纽瓦克、澤西市、霍博肯等地的都會捷運系統，因路線穿過哈德遜河底而得名，長度22.2公里（不含軌道重疊的部份）。1908年2月25日開始營運，由紐約與新澤西港務局經營（1962年起）。
曼哈顿的港務局車站分布於曼哈頓的第六大道與世貿中心地底，而位于哈德遜河彼岸新泽西的车站分布于纽瓦克、泽西市、霍博肯的人口密集区或铁路、公交枢纽。港務局车站与紐約地鐵及紐澤西多數重要交通樞紐有轉乘連結，在霍博肯與澤西市亦可與哈德遜-博根輕軌鐵路轉乘，在霍博肯和纽瓦克可转乘新泽西通勤铁路。由於紐新港務局營運此座系統，所以無法與任何其他機構營運的交通工具免費轉乘。儘管如此，由於紐約地鐵並沒有與紐澤西州溝通的路線，因此透過此系統轉車往來紐澤西及紐約市的乘客仍然十分眾多。
許多人居住於紐澤西的哈德遜河岸得以藉港務局過河捷運通勤至紐約市上班，這功能造就紐澤西哈德遜河沿岸城鎮的繁榮，使得澤西市、霍博肯、及以北的哈德遜郡與博根郡地區合稱為紐澤西的黃金海岸。

## 歷史

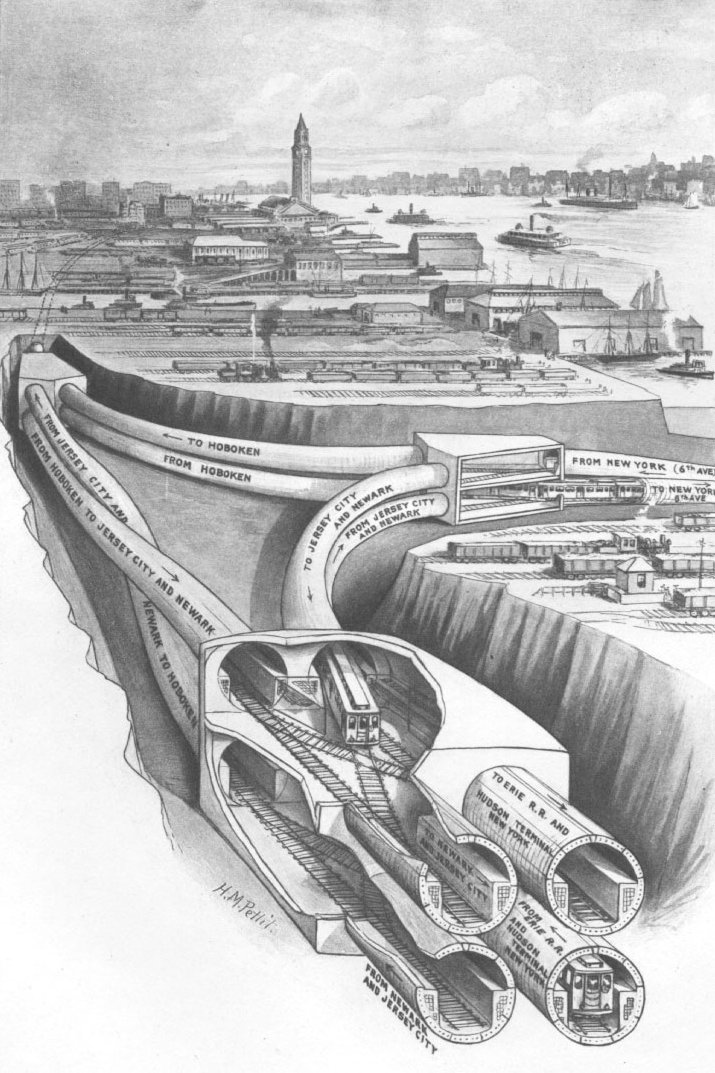
PATH在紐澤西有兩個地下鐵軌交匯處，此圖為位於較北邊的交匯處，為立体交汇。

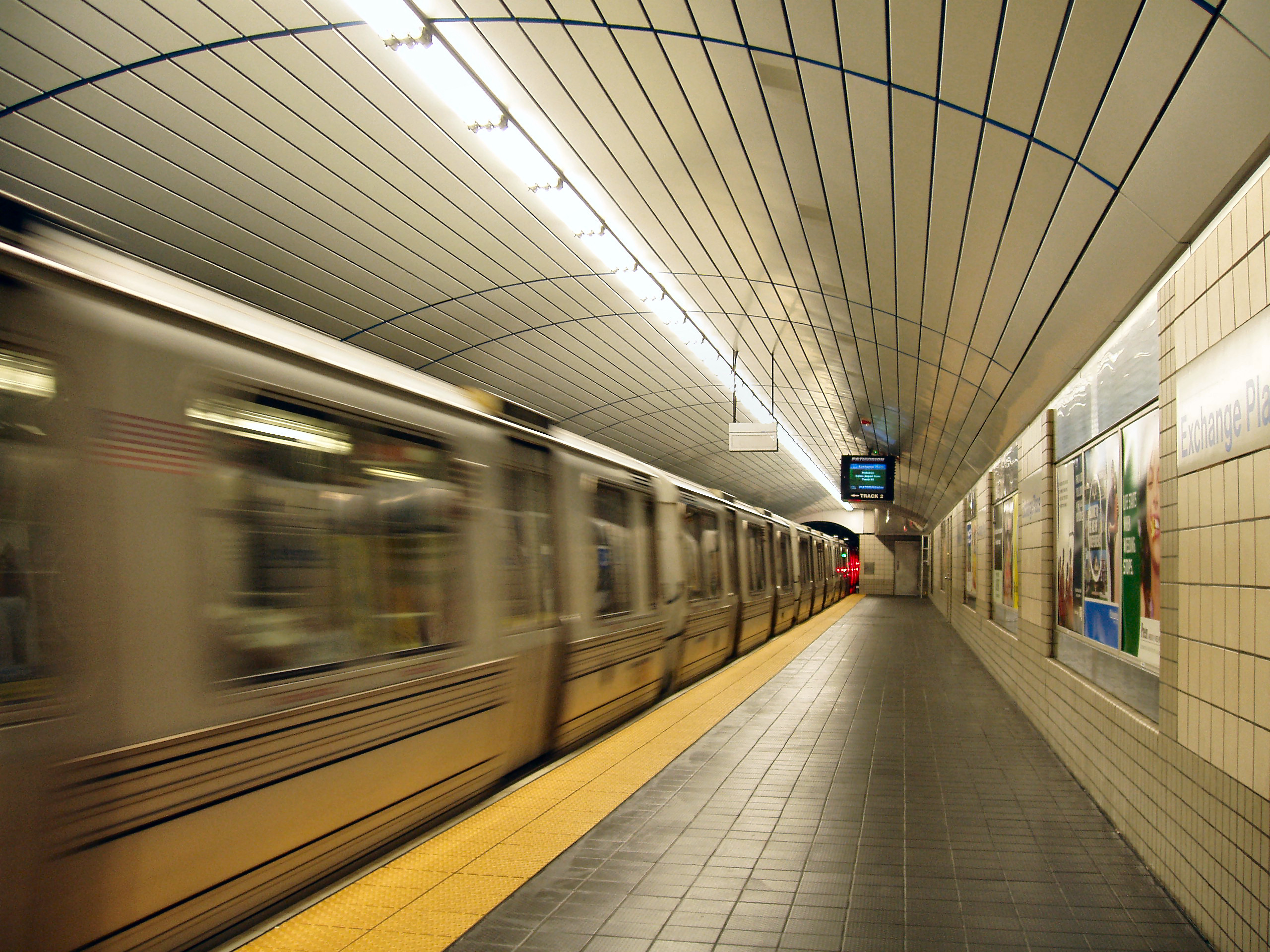
位於澤西市轉乘廣場車站的霍伯肯／紐華克方向月台

紐新港務局過哈德遜河捷運的歷史比最早的紐約地鐵還悠久。紐新捷運過去的前身為哈德遜與曼哈頓鐵路，最初於1874年開始計畫，但是當時的工程技術並無法建造安全通過哈德遜河下的隧道。真正開始建造隧道的時候是在1890年時，但不久後卻因為經費問題而暫時停工，直到1900年時威廉·基伯斯·麥克杜（William Gibbs McAdoo）接手後，興建工程才得以繼續進行。麥克杜是一位來自田納西州的年輕律師，最初在紐約執業，隨後因為接手哈德遜與曼哈頓鐵路而進而成為其董事長。因為哈德遜與曼哈頓鐵路是因麥克杜的關係才得以進行，因此哈曼鐵路亦被稱為「哈德遜管子」或「麥克杜隧道」。

### 興建時期
紐新捷運最早興建的隧道為北管的紐約向隧道。因為主工程師狄維特·哈斯金斯（DeWitt Haskins）認為哈德遜河底的積泥足以支撐隧道的形狀直到磚牆建成，因此北管隧道興建時並未有以擋水牆或是以鋼鐵支撐。哈斯金斯計畫先自河底挖掘隧道，而後再灌入高壓空氣以逼退河水並支持隧道的外牆。哈斯金斯一路順利的從澤西市建造了約366公尺長的隧道，但是隨後而來的是一系列的滲水以及隧道坍塌事件使得隧道興建工程停擺，最嚴重的發生於1880年使得20名隧道工人喪生。
紐約紐澤西隧道公司在1902年接手隧道興建工程，使用管狀的鐵板來支撐隧道，並在河底興建擋水牆。因為技術關係，每條隧道都是單獨分開建造的，因此每個隧道內只有一條軌道。因為這個原因，所以隧道內並不需要特別興建通風系統，因為列車行進時的活塞效應可以有效的吸進與推出隧道內的空氣。而曼哈頓境內的隧道則都是採用明挖覆蓋法興建的。

### 哈德遜與曼哈頓鐵路時期
哈德遜與曼哈頓鐵路，簡稱哈曼鐵路或H&M，在1907年時首次有列車試行駛，在1908年2月26日開始於霍伯肯車站與19街車站之間正式營運。1909年7月19日經由南管隧道曼哈頓下城與澤西市之間的路段通車。隨後於1911年將曼哈頓端往北延伸至33街，而澤西市端向西延伸至紐華克。至此哈德遜與曼哈頓鐵路路線大致完成。全部興建經費約為五千五百至六千萬美元之間，大約為2008年的十億美元。

## 路線
|  |  |  |

| 路線顏色 | 中文線名                    | 英文線名 | 起點     | 終點         | 長度（公里） |
| -------- | --------------------------- | -------- | -------- | ------------ | ------------ |
|          | 紐瓦克－世界貿易中心線      |          | 紐瓦克   | 世界貿易中心 | 14.3         |
|          | 霍博肯－世界貿易中心線      |          | 霍博肯   | 世界貿易中心 | 4.8          |
|          | 雜誌廣場－33街線            |          | 雜誌廣場 | 33街         | 9.2          |
|          | 霍博肯－33街線              |          | 霍博肯   | 33街         | 5.6          |
|          | 雜誌廣場－33街線 (經霍博肯) |          | 雜誌廣場 | 33街         | 10.8         |